# Gregoire Massengo
Grégoire Massengo (Taba, 1910 - Brazzaville, 2 april 1978) was een Congolese beeldhouwer die vanaf de jaren 1950 tot aan zijn dood in 1978 grote invloed had. Samen met zijn neef Benoit Konongo is hij de bekendste vertegenwoordiger van de Muta Mayola-school, een artistieke stroming die rond 1930 ontstond op de buitenwijk van Brazzaville.

## Biografie
Grégoire Massengo, geboren rond 1910 in Taba in het district Kinkala, maakte kennis met houtsnijwerk door zijn oom van moederskant Muta Mayola, een traditionele Téké-beeldhouwer die beroemd werd door in opdracht te werken voor zowel dorpshoofden als kolonisten.
Hij begon in 1940 te exposeren in Brazzaville met zijn jonge neef Benoit Konongo. Konongo werd opgemerkt door architect Roger Errel, die hem liet toetreden tot de Toegepaste Kunsten van Brazzaville. Toen zijn oom Muta Mayola in 1945 het dorp Kingoma verliet om het huis van verzekeraar Charles Lejeune aan de Corniche de N'Galiema in Leopoldstad, aan de andere kant van de Congorivier, te versieren, nam Massengo zijn atelier over. Eind jaren veertig van de twintigste eeuw huurde de vertegenwoordiger van de koloniale autoriteiten hem in om zijn huis in Kinkala, de hoofdstad van de Poolregio, te beeldhouwen. Dit werk leverde de beeldhouwer zoveel bekendheid op in de regio Brazzaville dat de lokale bevolking hun dorp vervolgens omdoopte van Kingoma naar Massengo.
Vanaf dat moment werkte Massengo onafgebroken tot het einde van zijn dagen, omringd door talrijke studenten en assistenten. Hij heeft een grote bijdrage geleverd aan het moderniseren van de traditionele beeldhouwkunst en het verrijken ervan met nieuwe thema's. Zijn bekendste werken zijn imposante bustes gesneden uit wengéhout, een kostbaar hout waarvan hij de strepen en nuances prachtig gebruikte. We zijn hem ook een aantal gigantische hoofden verschuldigd die groter kunnen zijn dan een meter twintig, evenals een grote verscheidenheid aan onderwerpen en monumenten. Als kunstenaar en ambachtsman produceerde hij ook een groot aantal antropomorfe asbakken, traditionele pijpen, kopjes, schalen, palaverstoelen en meubels. Vanaf de jaren zestig transformeerde hij zijn werkplaats in een school en leidde hij een aanzienlijk aantal studenten op in houtsnijden.
Massengo was vader van zeventien kinderen. Verschillende werden beeldhouwer. Twee van zijn kleinkinderen, Brice Massengo en Guinel Massengo, zijn erkende beeldhouwers in Congo die in heel Afrika exposeren en hun cultuur tot in China vertegenwoordigen.

## Buste van koningin Ngalifourou
Zijn bekendste beeldhouwwerk in Congo is ongetwijfeld de buste van koningin Ngalifourou, die tijdens haar begrafenis werd opgericht en nog steeds in bezit is van de koninklijke familie Téké.

## Onderscheidingen en prijzen
- Eerste prijs op de landbouw- en ambachtstentoonstelling van de gemeente Brazzaville op 6 oktober 1948
- Hoofdprijs op de beurs van Brazzaville op 27 augustus 1953
- Eerste prijs voor beeldhouwkunst op de achtste werktentoonstelling in Parijs in 1953
- Winnaar van de overzeese handel in Parijs 1955
- Ridder van de Congolese Orde van Devotie in 1962
- Erediploma's op de nationale tentoonstellingen van Brazzaville in 1965 en 1973

## Tentoonstellingen

### Internationale tentoonstellingen
Grégoire Massengo was aanwezig op grote internationale evenementen en vertegenwoordigde de Volksrepubliek Congo op de Negro-African Arts-festivals in Dakar in 1966 en Lagos in 1977. 

### Tijdelijke postume tentoonstellingen
- Black Ebony in Congolese Sculpture, gehouden in Peking in 2002
- De dynastie van Congolese beeldhouwers Massengo wordt gepresenteerd in het Russisch Cultureel Centrum in Brazzaville Van 21 tot 31 maart 2015
- De vergankelijkheid der dingen, georganiseerd door het team van het Etnografisch Museum van Neufchâtel in 2017
- Art Premier, ballad des mondes, gemonteerd door de William Blake-vereniging in de voormalige subprefectuur van Nérac in 2020
- “ De Afro-Venezolaan : stranding en geloof » Nationaal Museum van Barquisimeto MUBARQ in Venezuela 2021

## Werken bewaard in musea
- Joysetta & Julius Pearse Afrikaans-Amerikaans museum van Nassau County, New York. Tam tam-speler in wenge
- Etnografisch Museum van Neufchâtel, verzameling typische bustes en asbak
- Nationaal Museum van Barquisimeto MUBARQ in Venezuela, twee belangrijke wengé-bustes
- Toegang tot het presidentiële paleis van Brazzaville, de Congolese en de Congolese, wengé-sculpturen

## Wetenswaardigheden
- Massengo schonk een deel van zijn land aan de katholieke kerk. De parochie Saint-Grégoire de Massengo is daar sindsdien gevestigd.
- In hoofdstuk 4 van Jonathan Bougards documentaire The School of Muta Mayola, Vincent the Kathmandu Phenomenon, ontmoet de hoofdpersoon de schilder Vincent Greby die hem een groot wengé-masker aanbiedt, gesigneerd door Grégoire Massengo [8] .
- Een personage in de roman Les cigognes sont immortelles van Alain Mabanckou, gepubliceerd in 2018 door Editions du Seuil, heet Grégoire Massengo.

## Afbeeldingen

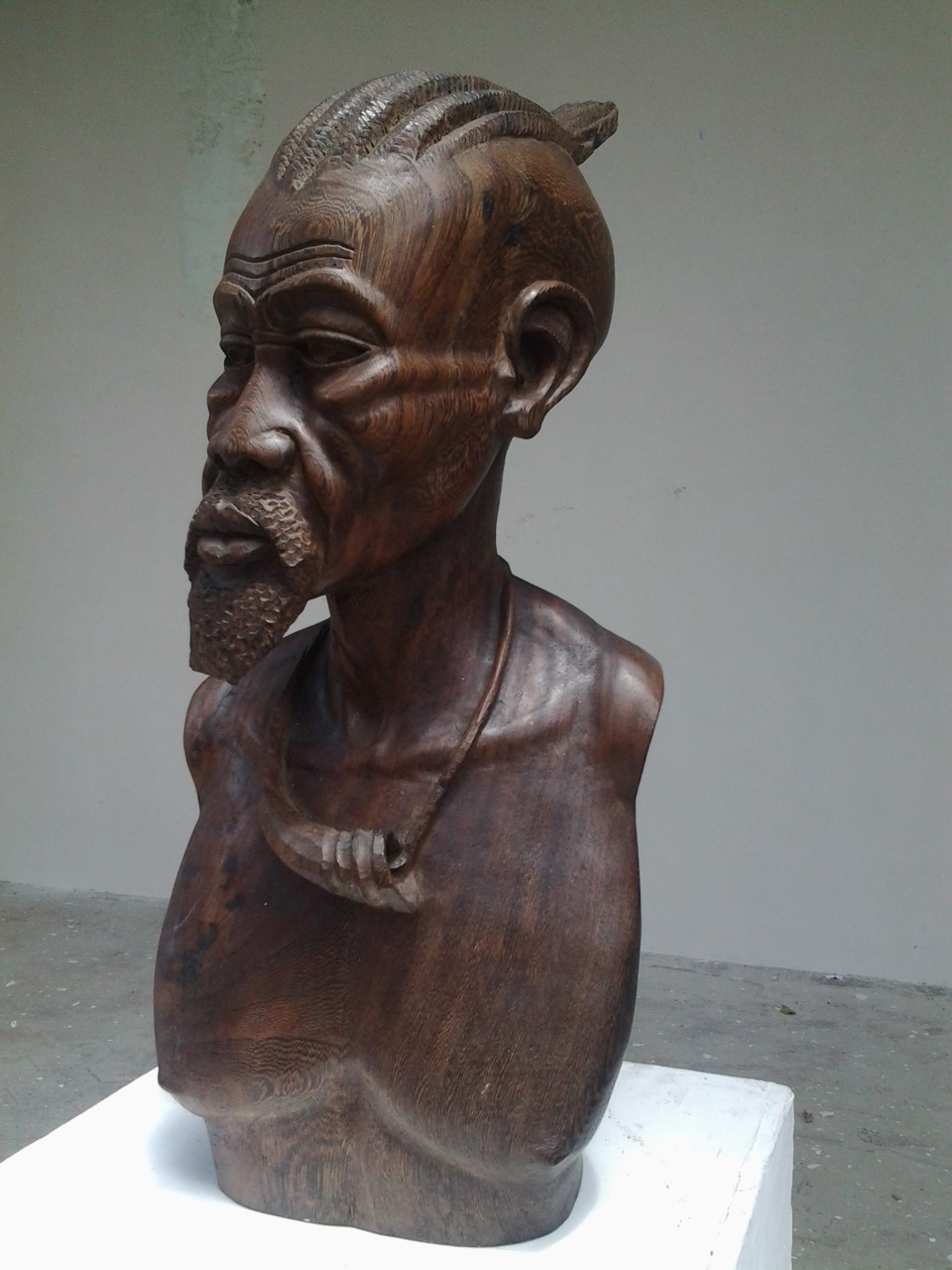
Grégoire Massengo buste van een Congolese man in Wengué. 61,5x25,5x29 cm. Museo de Barquisimeto MUBARQ Venezuela
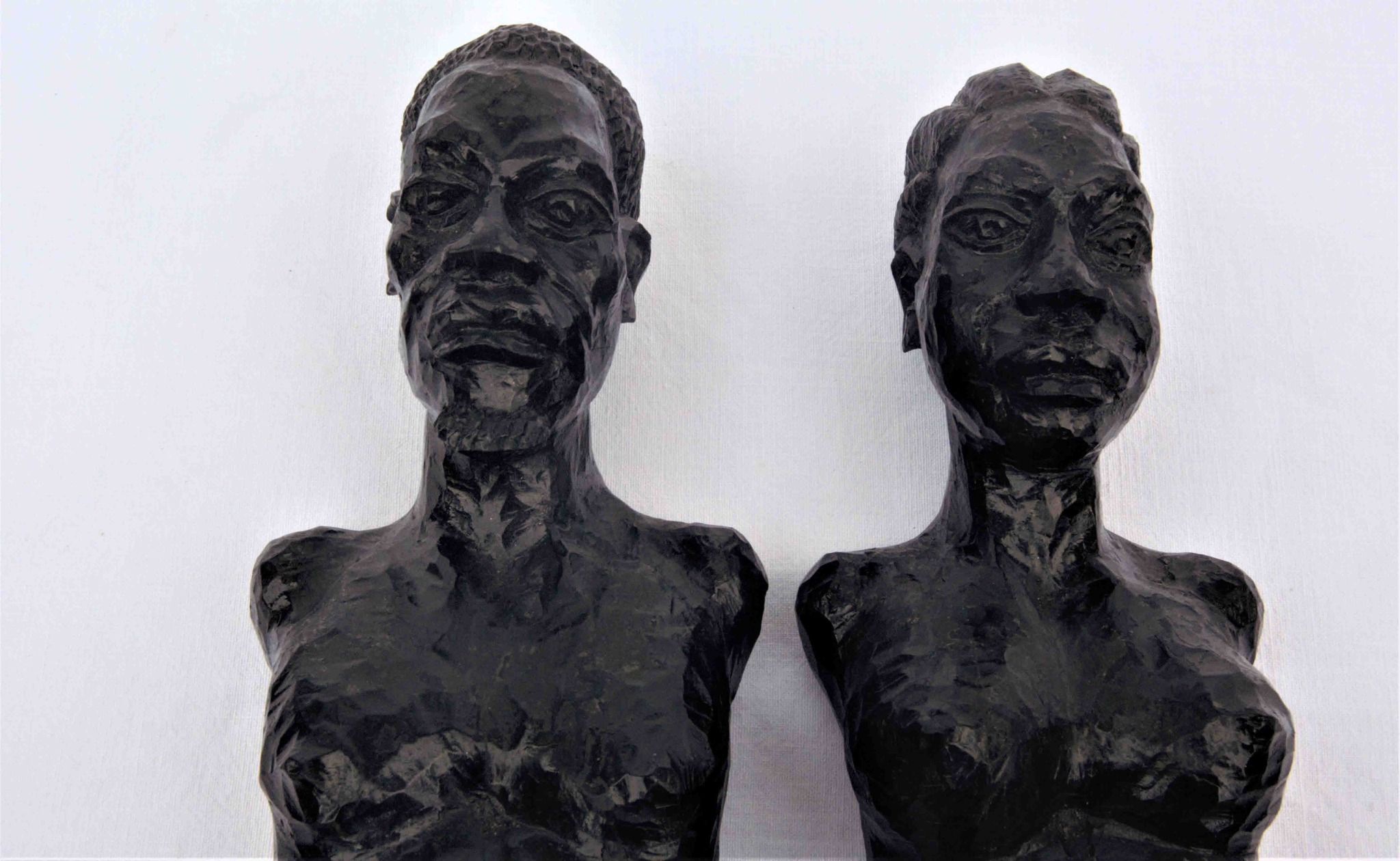
Grégoire Massengo, paar bustes van zwart ebbenhout
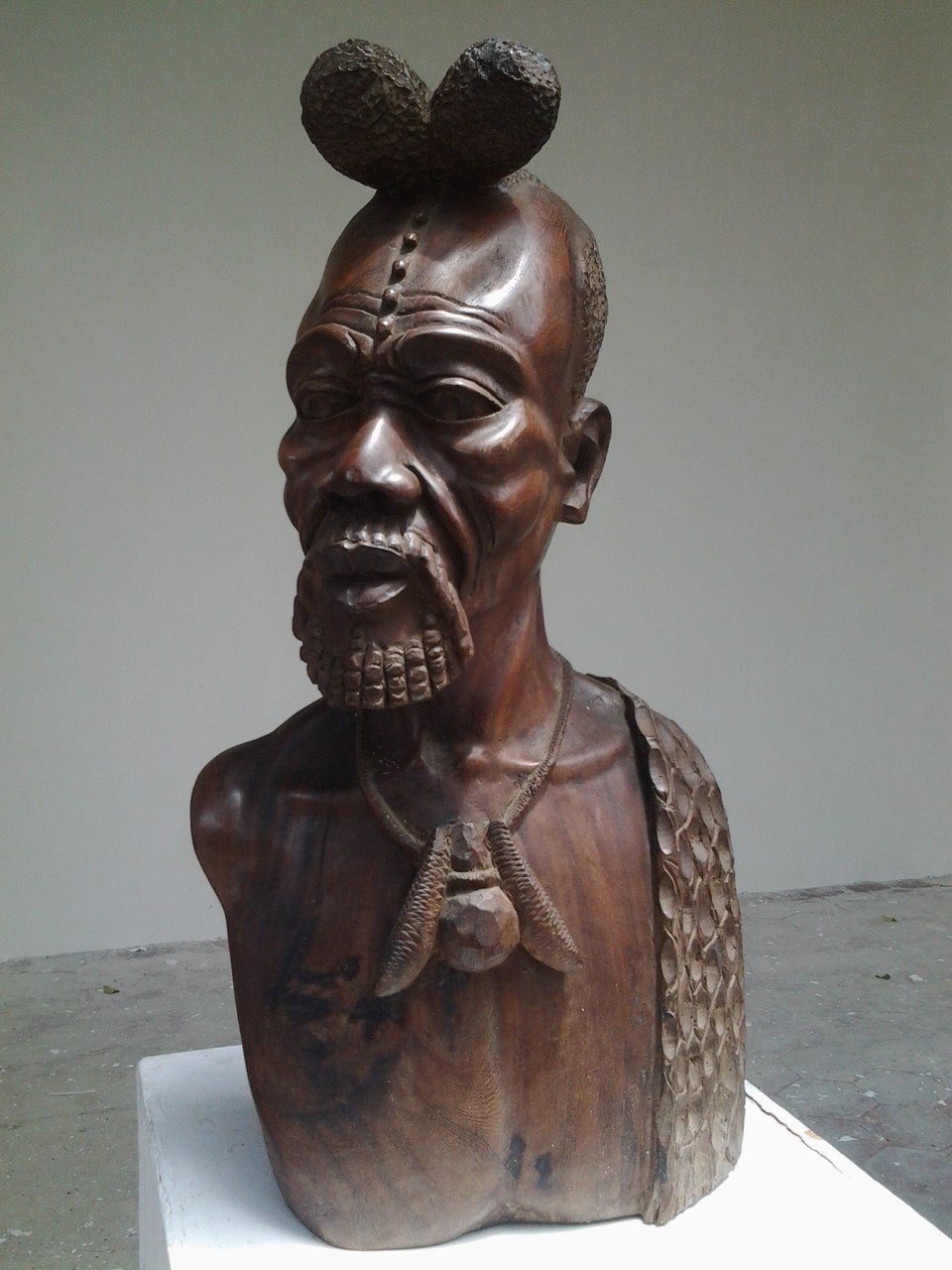
Gregorius Massengo. Congo. 1910-1978. Buste van een Congolese man in wenge. 61,5x25,5x29 cm. Museo de Barquisimeto MUBARQ Venezuela